# مونيك رايلي
مونيك رايلي (من مواليد 23 نوفمبر 1995) هي عارضة أزياء وممثلة وملكة جمال أسترالية تم تتويجها ملكة جمال الكون أستراليا 2022. ستمثل أستراليا في ملكة جمال الكون 2022.

## سيرة ذاتية شخصية
ولدت رايلي في سيدني وأصلها من كوينزلاند. انتقلت من المنزل للحصول على درجة البكالوريوس في الصناعات الإبداعية في بريسبان. قامت لاحقًا بتجربة أداء في المعهد الوطني للفنون المسرحية في سيدني ، نيو ساوث ويلز.
وسط جائحة فيروس كورونا (COVID-19) الجديد ، الذي بدأ في عام 2020 ، عملت بدوام جزئي كعارضة أزياء وممثلة في سيدني بينما كانت تعمل كمساعدة تنفيذية تساعد في إدارة شركة البناء الخاصة بشريكها.

## مسابقة جمال
في 9 سبتمبر 2022 ، تنافست رايلي ضد 36 مرشحة أخرى في ملكة جمال الكون أستراليا 2022 في عالم أفلام وارنر براذرز في غولد كوست ، كوينزلاند حيث فازت باللقب وخلفتها داريا فارلاموفا. بصفتها ملكة جمال الكون في أستراليا ، ستمثل رايلي أستراليا في ملكة جمال الكون 2022.

## وصلات خارجية
- مونيك رايلي في قاعدة بيانات الأفلام على الإنترنت
- مونيك رايلي على إنستغرام